# Badminton-Bundesliga 1992/93
Die Badminton-Bundesligasaison 1992/93 bestand aus einer Vorrunde im Modus „Jeder gegen jeden“ mit Hin- und Rückspiel und einer Play-off-Runde. In der Play-off-Runde traten der 1. und der 4. sowie der 2. und der 3. gegeneinander an. Die Sieger der beiden Partien ermittelten den deutschen Meister. Meister wurde der SC Bayer 05 Uerdingen, der die TuS Wiebelskirchen in den Finalspielen bezwang.

## Vorrunde
| Platz | Verein                      | Punkte |
| ----- | --------------------------- | ------ |
| 1.    | SSV Heiligenwald            | 20:08  |
| 2.    | SC Bayer 05 Uerdingen       | 19:09  |
| 3.    | FC Langenfeld               | 16:12  |
| 4.    | TuS Wiebelskirchen          | 15:13  |
| 5.    | SV Fortuna Regensburg       | 15:13  |
| 6.    | TV Mainz-Zahlbach           | 14:14  |
| 7.    | OSC Düsseldorf              | 08:20  |
| 8.    | BC Eintracht Südring Berlin | 05:23  |

## Play-off-Runde

### Halbfinale
SSV Heiligenwald – TuS Wiebelskirchen 2:6, 5:3, 4:4 (9:11)

SC Bayer 05 Uerdingen – FC Langenfeld 6:2, 4:4

### Finale
SC Bayer 05 Uerdingen – TuS Wiebelskirchen 7:1, 4:4

## Endstand
| Platz | Verein |
| ----- | --- |
| 1.    | SC Bayer 05 Uerdingen (Detlef Poste, Volker Eiber, Kai Mitteldorf, Volker Renzelmann, Christian Diekmann, Christine Skropke, Petra Dieris-Wierichs, Eline Coene)                     |
| 2.    | TuS Wiebelskirchen (Guido Schänzler, Bernd Schwitzgebel, Chen Jin, Kim Brodersen, Uwe Ossenbrink, Katrin Schmidt, Heike Erler, Annette Geisler)                                      |
| 3.    | SSV Heiligenwald (Yoseph Phoa, Iguh Donolego, Dirk Wagner, Thomas Berger, Martin Kranitz, Jürgen Bühler, Nicole Grether, Jeanette Kuhl, Claudia Kolling, Petra Woll, Kerstin Krause) |
| 3.    | FC Langenfeld (Robert Neumann, Wang Xu Yang, Oliver Pongratz, Peter Wolf, Uwe Scherpen, Andrea Findhammer, Karen Stechmann, Katja Schulz)                                            |
| 5.    | SV Fortuna Regensburg |
| 6.    | TV Mainz-Zahlbach |
| 7.    | OSC Düsseldorf (N) |
| 8.    | BC Eintracht Südring Berlin |